# Trantor
Trantor este o planetă fictivă de tip ecumenopolis din Seria Imperiul Galactic și Seria Fundația de Isaac Asimov.
Asimov a descris planeta Trantor ca fiind în centrul galaxiei. În povestirile sale de mai târziu, odată cu noile descoperiri astronomice, el a menționat că planeta se află cât mai aproape de centrul galactic acolo unde viața sub formă umană poate exista. Prima oară când a recunoscut acest lucru sub formă de roman a fost în O piatră pe cer.  
În Curenții spațiului autorul menționează cele cinci lumi ale Republicii Trantoriene care au evoluat într-o Confederație Trantoriană și apoi într-un Imperiu Trantorian (Imperiu Galactic) (evident autorul a fost inspirat de istoria Republicii romane, care a evoluat în Imperiul Roman).  